# Flecha de las Ardenas
La Flecha de las Ardenas (oficialmente:Flèche Ardennaise) es una carrera ciclista belga disputada en la provincia de Lieja. Creada en 1966, estaba integrada en el calendario de la UCI de 1996 a 1998, después tomó parte en el UCI Europe Tour en 2005 y 2006. De 2007 a 2009, se encuentra en el calendario nacional belga. En 2010, forma de nuevo parte del UCI Europe Tour, en categoría 1.2. Está abierta a los equipos continentales profesionales belgas, a los equipos continentales a los equipos nacionales y los equipos regionales o de clubs. Los UCI ProTeams (primera división) no pueden participar.
La salida y la llegada se encuentran sitiadas en Herve.

## Palmarés
| Año       | Ganador                | Segundo                | Tercero                |
| --------- | ---------------------- | ---------------------- | ---------------------- |
| 1966      | Willy Van Neste        | Emile Coppens          | Jos Van Hout           |
| 1967      | Valere Van Sweevelt    | Ward Weckx             | Frans Mintjens         |
| 1968      | Roger De Vlaeminck     | Ronny Van De Vijver    | Emiel Cambre           |
| 1969      | Joseph Bruyère         | Etienne Antheunis      | Emiel Cambre           |
| 1970      | Théo Dockx             | Eddy Verstraeten       | Marcel Sannen          |
| 1971      | Luc Van Goidsenhoven   | Louis Verreydt         | Théo Dockx             |
| 1972      | Gustaaf Hermans        | Louis Verreydt         | Théo Dockx             |
| 1973      | Lieven Malfait         | Ludo Noels             | Théo Dockx             |
| 1974      | Joseph Gysemans        | Benny Schepmans        | Henri Vandenbrande     |
| 1975      | Jean-Luc Vandenbroucke | Willy Van Den Ouweland | Léopold Verboven       |
| 1976      | Wim Mynheer            | René Martens           | Frank Hoste            |
| 1977      | René Martens           | Guido Van Calster      | Ortaire Goossens       |
| 1978      | Ronny Claes            | Fons De Wolf           | Maurice Van Heer       |
| 1979      | Daniel Plummer         | Ronny Claes            | Guy Nulens             |
| 1980      | Jan Nevens             | Patrick Vermeulen      | Luc De Decker          |
| 1981      | Dany Schoonbaert       | Marc Van den Brande    | Patrick Hermans        |
| 1982      | Eric Vanderaerden      | Noël Segers            | Willem Van Eynde       |
| 1983      | Franky Van Oyen        | Eric Van Lancker       | Jules Dubois           |
| 1984      | Dirk Ghyselinck        | Willy Boden            | Luc Van Roy            |
| 1985      | Luc Ronsse             | Benny Heylen           | Paul Beirnaert         |
| 1986      | Greg Moens             | Patrick Roelandt       | Edwig Van Hooydonck    |
| 1987      | Benny Heylen           | Marc Mertens           | Nico Roose             |
| 1988      | Johan Pauwels          | Chris Desaeger         | Jim Van De Laer        |
| 1989      | Eddy Bouwmans          | Martien Kokkelkoren    | Daniel Van Steenbergen |
| 1990      | Bart Leysen            | Tom Desmet             | Marc Wauters           |
| 1991      | Stéphane Galbois       | Dany Alaerts           | Anton Tak              |
| 1992      | Nico Desmet            | Erwin Thijs            | Jean-Pierre Dubois     |
| 1993      | Casper van der Meer    | Kurt Van Lancker       | Steven Van Aken        |
| 1994      | Steven Van Aken        | Danny In 't Ven        | Hendrik Van Dyck       |
| 1995      | Tony Bracke            | Laurent Lefèvre        | Mario Aerts            |
| 1996      | Benoît Salmon          | Marc Streel            | Patrice Halgand        |
| 1997      | Christian Henn         | Ludo Dierckxsens       | Frank Corvers          |
| 1998      | Erwin Thijs            | Carlo Bomans           | Tom Stremersch         |
| 1999      | Pierrick Fédrigo       | Wesley Theunis         | Kevin Hulsmans         |
| 2000      | Thomas Voeckler        | Johan Dekkers          | Anthony Charteau       |
| 2001      | Ruslan Gryschenko      | Andrei Kàixetxkin      | David Plas             |
| 2002      | Ruslan Gryschenko      | Geoffroy Lequatre      | Serguei Lagutin        |
| 2003      | Jukka Vastaranta       | Maxim Iglinskiy        | Mathieu Heijboer       |
| 2004      | Jeremy Yates           | Sven Nevens            | Jean-Paul Simon        |
| 2005      | Francis De Greef       | James Lewis Perry      | Gianni Meersman        |
| 2006      | Gil Suray              | Geert Steurs           | Pieter Jacobs          |
| 2007      | Sébastien Delfosse     | Jean-Marc Bideau       | Florian Guillou        |
| 2008      | Jan Bakelants          | Aurélien Duval         | Guillaume Bonnafond    |
| 2009      | Sander Armée           | Laurens De Vreese      | Fabio Polazzi          |
| 2010      | Thomas Degand          | Nikita Umerbekov       | Laurens De Vreese      |
| 2011      | Zico Waeytens          | Michaël Savo           | Kenneth Vanbilsen      |
| 2012      | Clément Lhotellerie    | Jimmy Janssens         | Sander Helven          |
| 2013      | Silvan Dillier         | Tom Dernies            | Dimitri Claeys         |
| 2014      | Stefan Küng            | Loïc Vliegen           | Boris Dron             |
| 2015      | Loïc Vliegen           | Gaëtan Bille           | Sam Oomen              |
| 2016      | Jeroen Meijers         | Brecht Dhaene          | James Shaw             |
| 2017      | Harm Vanhoucke         | Stephen Williams       | Lennert Teugels        |
| 2018      | Cees Bol               | Jimmy Janssens         | Sjoerd Bax             |
| 2019      | Simon Pellaud          | Romain Bacon           | Martin Schäppi         |
| 2020-2021 | no se disputó          | no se disputó          | no se disputó          |
| 2022      | Romain Grégoire        | Lennert Van Eetvelt    | Thomas Gloag           |
| 2023      | Menno Huising          | Francesco Busatto      | William Junior Lecerf  |
| 2024      | Milan Donie            | Jarno Widar            | Pau Martí              |
| 2025      | Jarno Widar            | Lorenzo Finn           | Mats Wenzel            |

## Palmarés por países
| País          | Victorias |
| ------------- | --------- |
| Bélgica       | 39        |
| Francia       | 5         |
| Países Bajos  | 5         |
| Suiza         | 3         |
| Ucrania       | 2         |
| Alemania      | 1         |
| Finlandia     | 1         |
| Nueva Zelanda | 1         |